# ジョージ・マッケイ (俳優)
ジョージ・マッケイ（George MacKay [məˈkaɪ], 1992年3月13日 - ）は、イギリスの俳優。配給会社による名前の日本語表記は「ジョージ・マッケイ」だが本人は「ジョージ・マカーイ」に近い発音で名前を紹介している。

## 略歴
舞台照明をしている父とコスチュームデザイナーの母のもとにロンドンで生まれた。パブリックスクールであるハロディアン・スクールではウィル・ポールターの1年先輩であった。
2002年、ハロディアン・スクールに通っていたジョージはスカウトされ、『ピーター・パン』のオーディションを受ける。ロストボーイの一人／カーリー役に合格し、子役としてキャリアをスタート。
『ディファイアンス』の撮影直前、交通事故によって目が開きにくくなる症状が出ているにもかかわらず、血で黒ずんだ目をしながら「やる気満々だよ」と撮影に望んだ当時16歳のジョージに対し、監督のエドワード・ズウィックは「とても驚いたし感心した」と語っている。
2015年、ジョージ主演の舞台『あぁ、荒野!』がThe Young Vicで公演。デイリー・テレグラフの記者は「不釣り合いな現代的衣装のジョージは若き天才であり、無垢でありながら若き不安感に満ちた瞳からは、傲慢さと脆さが見え隠れした」と語っている。
2016年『はじまりへの旅』でヴィゴ・モーテンセンと共演。2017年『マローボーン家の掟』でアニャ・テイラー＝ジョイ、チャーリー・ヒートンらと共演。2018年『16歳、戦火の恋』では、第二次世界大戦下に黒人の女性を愛した白人青年を演じた。
2016年から2018年の活躍は彼にとって大きなもので、最近はイギリス以外のキャスティングディレクターからもかなり注目されている。
2019年公開、主演を務めた『1917 命をかけた伝令』は、サム・メンデスが監督したことや、全編ワンカット（風）であることから日本でも話題を呼んだ。
2020年に本土での公開が控えている『Wolf』では、自らを狼だと信じる青年を演じる。ジョニー・デップの娘リリー＝ローズ・デップと共演。
また、キンクスの伝記映画でジョニー・フリンと共演予定。

## 出演作品

### 映画
| 公開年 | 邦題 原題                                                                       | 役名                                 | 備考                       | 吹き替え |
| ------ | ------------------------------------------------------------------------------- | ------------------------------------ | -------------------------- | -------- |
| 2003   | ピーター・パン Peter Pan                                                        | カーリー                             |                            |          |
| 2007   | チャールズ・ディケンズの骨董屋 The Old Curiosity Shop                           | キット・ナブルス                     | テレビ映画                 |          |
| 2008   | ディファイアンス Defiance                                                       | アーロン・ビエルスキ                 |                            |          |
| 2012   | 兵士ピースフル Private Peaceful                                                 | トモ・ピースフル                     | 日本劇場未公開             |          |
| 2013   | わたしは生きていける How I Live Now                                             | エドマンド                           |                            |          |
| 2013   | サンシャイン/歌声が響く街 Sunshine on Leith                                     | デイヴィー・ヘンショー               |                            |          |
| 2014   | パレードへようこそ Pride                                                        | ジョー・“ブロムリー”・クーパー       |                            | 河西健吾 |
| 2016   | はじまりへの旅 Captain Fantastic                                                | ボゥドヴァン“ボゥ”キャッシュ         |                            |          |
| 2017   | マローボーン家の掟 Marrowbone                                                   | ジャック・マローボーン               |                            |          |
| 2018   | オフィーリア Ophelia                                                            | ハムレット                           | 日本劇場未公開 WOWOWで放映 |          |
| 2018   | 16歳、戦火の恋 Where Hands Touch                                                | ルッツ                               | 日本劇場未公開             |          |
| 2018   | ずっとあなたを待っていた Been So Long                                           | ギル                                 | Netflixで配信              |          |
| 2019   | 1917 命をかけた伝令 1917                                                        | ウィリアム・“ウィル”・スコフィールド |                            | 小林親弘 |
| 2019   | トゥルー・ヒストリー・オブ・ザ・ケリー・ギャング True History of the Kelly Gang | ネッド・ケリー                       |                            | 前野智昭 |
| 2019   | Nuclear                                                                         | Boy                                  |                            |          |
| 2021   | WOLF ウルフ Wolf                                                                | ジェイコブ                           |                            | 梶川翔平 |
| 2021   | ミュンヘン: 戦火燃ゆる前に Munich - The Edge of War                             | ヒュー・レガト                       | Netflixで配信              |          |
| 2022   | アイ・ケイム・バイ I Came By                                                    | トビー                               | Netflixで配信              | 梶川翔平 |
| 2023   | フェム Femme                                                                    | プレストン                           |                            |          |
| 2023   | けものがいる The Beast                                                          | Louis                                |                            |          |
| TBA    | The End                                                                         |                                      | 撮影中                     |          |

### テレビ
| 放映年 | 邦題 原題                           | 役名               | 備考         |
| ------ | ----------------------------------- | ------------------ | ------------ |
| 2006   | TSUNAM 津波 Tsunami: The Aftermath  | アダム・ピーボディ | ミニシリーズ |
| 2012   | 愛の記憶はさえずりとともに Birdsong | ダグラス           | ミニシリーズ |
| 2016   | 11.22.63                            | ビル・ターコット   | ミニシリーズ |